# 姚仰龍
姚仰龍，PDSM，PMSM（1954年4月15日—），籍貫廣東潮州，香港一家資本管理顧問公司的董事總經理，香港輔助警察隊前總監；香港女藝人姚嘉妮之父。

## 簡歷
姚仰龍籍貫廣東潮州，1960年畢業於九龍賢德英文中學（幼稚園部）。1972年畢業於香港華仁書院中五年級（1966年入讀），與香港賽馬會主席陳南祿、前香港醫院管理局主席胡定旭及前香港海事處處長廖漢波為同屆同學。他後來入讀柏立基教育學院，於1976年6月加入香港輔助警察隊，於1988年12月晉升為輔警警司，於1993年6月晉升為輔警高級警司，於2003年2月晉升為輔警總警司；於2007年7月5日獲得行政長官委任為香港輔助警察隊副總監；於2010年9月10日獲得委任為香港輔助警察隊總監。